# Gornja Koviljača
Gornja Koviljača (em cirílico: Горња Ковиљача) é uma vila da Sérvia localizada no município de Loznica, pertencente ao distrito de Mačva, na região de Podrinje Jadar. A sua população era de 436 habitantes segundo o censo de 2011.

## Demografia
| 1948 | 1953 | 1961 | 1971 | 1981 | 1991 | 2002 | 2011 |
| ---- | ---- | ---- | ---- | ---- | ---- | ---- | ---- |
| 237  | 310  | 421  | 545  | 574  | 586  | 585  | 436  |